# Sokol Balla
Sokol Balla (* 7. Mai 1973 in Tirana) ist ein albanischer Journalist, Autor, Schriftsteller und Politikanalyst. Er ist Moderator der politischen Sendung „Real Story“, die auf ABC News Albania ausgestrahlt wird. Zuvor moderierte er die Sendungen Fahrenheit (2005) auf Vizion Plus, Top Story (2006–2017) sowie Exclusive, beide ausgestrahlt auf dem Fernsehsender Top Channel Albania.

## Biografie
Sokol Balla wurde am 7. Mai 1973 in Tirana geboren. Er studierte an der Universität Tirana, wo er ein Jahr Philosophie und vier Jahre Journalismus absolvierte. Seine Karriere als Journalist begann im August 1992 in der Auslandsabteilung von Radio Televizioni Shqiptar (RTSH). Er arbeitete auch als Journalist für albanische Tageszeitungen wie „Gazeta Shqiptare“ und Koha Jonë. Zudem war er Nachrichtenchef und geschäftsführender Direktor bei mehreren albanischen Fernsehsendern, darunter Vizion Plus, Top Channel, Report TV, News 24 und ABC News.

## Bücher
- Antishqiptari: Ditari i çrregullt i muajve të nxehtë. Dimër 2003 – dimër 2004 (2005)[2]
- 33 (2013)
- Loja që ndryshoi Shqipërinë (2016)[3]
- Fjala e lirë, sfidë europiane – Mbi lirinë e shprehjes kur kërkojmë eurointegrimin (2011)[4]
- Koli i Bardhës shkon në Afrikë (2024)[5]

## Auszeichnungen und Ehrungen
Im Laufe seiner Karriere erhielt er mehrere Auszeichnungen und Ehrungen, darunter „Führungspersönlichkeit des Jahres“ im Jahr 2017, die Auszeichnung „Großmeister“ im Jahr 2023 durch den Präsidenten der Republik Albanien, Bajram Begaj, und den „Karrierepreis“ im Jahr 2023 von der Zeitung Koha Jonë.